# Стохастическое дифференциальное уравнение
Стохастическое дифференциальное уравнение (СДУ) — дифференциальное уравнение, в котором один член или более имеют стохастическую природу, то есть представляют собой стохастический (случайный) процесс. Таким образом, решения уравнения также оказываются стохастическими процессами. Наиболее известный и часто используемый пример СДУ — уравнение с членом, описывающим белый шум (который можно рассматривать как пример производной винеровского процесса). Однако существуют и другие типы случайных флуктуаций, например скачкообразный процесс.

## История
В литературе традиционно первое использование СДУ связывают с работами по описанию броуновского движения, сделанными независимо Марианом Смолуховским (1904 г.) и Альбертом Эйнштейном (1905 г.). Однако СДУ были использованы чуть ранее (1900 г.) французским математиком Луи Башелье в его докторской диссертации «Теория предположений». На основе идей этой работы французский физик Поль Ланжевен начал применять СДУ в работах по физике. Позднее он и российский физик Руслан Стратонович разработали более строгое математическое обоснование для СДУ.

## Терминология
В физике СДУ традиционно записывают в форме уравнения Ланжевена. И часто, но не совсем точно, называют самим уравнением Ланжевена, хотя СДУ можно записать многими другими способами. СДУ в форме уравнения Ланжевена состоит из обычного нестохастического дифференциального уравнения и дополнительной части, описывающей белый шум. Вторая распространенная форма — уравнение Фоккера-Планка, которое представляет собой уравнение в частных производных и описывает эволюцию плотности вероятности во времени. Третья форма СДУ чаще используется в математике и финансовой математике, она напоминает уравнения Ланжевена, но записана с использованием стохастических дифференциалов (см. подробности ниже).

## Стохастическое исчисление
Броуновское движение (на языке математики — винеровский процесс) оказалось очень сложным математическим объектом. В частности, винеровский процесс недифференцируем, поэтому манипулирование с процессами такого типа потребовало создания собственного исчисления (теория стохастических интегралов). В настоящее время используются две версии стохастического исчисления — стохастическое исчисление Ито и стохастическое исчисление Стратоновича. Обычно СДУ в форме Ито без труда можно переписать в СДУ в форме Стратоновича и обратно, однако всегда нужно явно уточнять, в какой форме записано СДУ.

## Существование и единственность решения
Так же как и для обычных дифференциальных уравнений, важно знать имеет ли СДУ решение и, если имеет, единственно ли это решение. Приведем формулировку теоремы существования и единственности для уравнения Ито. Доказательство можно найти в Øksendal (2003, § 5.2).
Пусть решение принимает значения в {\displaystyle n}-мерном эвклидовом пространстве {\displaystyle \mathbb {R} ^{n}}, где определён {\displaystyle m}-мерный случайный процесс {\displaystyle B}, описывающий броуновское движение;
Пусть {\displaystyle T>0}, и пусть
{\displaystyle \mu :\mathbb {R} ^{n}\times [0,T]\to \mathbb {R} ^{n};}
{\displaystyle \sigma :\mathbb {R} ^{n}\times [0,T]\to \mathbb {R} ^{n\times m};}
— измеримые функции, для которых существуют константы {\displaystyle C} и {\displaystyle D} такие, что
{\displaystyle {\big |}\mu (x,t){\big |}+{\big |}{\big |}\sigma (x,t){\big |}{\big |}\leq C{\big (}1+|x|{\big )};}
{\displaystyle {\big |}\mu (x,t)-\mu (y,t){\big |}+{\big |}{\big |}\sigma (x,t)-\sigma (y,t){\big |}{\big |}\leq D|x-y|;}
для всех {\displaystyle t\in [0,T]} и всех {\displaystyle x} и {\displaystyle y\in \mathbb {R} ^{n}}, где
{\displaystyle |\sigma |^{2}=\sum _{i,j=1}^{n}|\sigma _{ij}|^{2}.}
Пусть {\displaystyle Z} — случайная переменная, независимая от {\displaystyle \sigma }-алгебры, генерируемой процессом {\displaystyle B_{s}}, {\displaystyle s\geq 0}, и имеющая конечный второй момент:
{\displaystyle \mathbb {E} {\big [}|Z|^{2}{\big ]}<+\infty .}
Тогда стохастическое дифференциальное уравнение при заданных начальных условиях
{\displaystyle \mathrm {d} X_{t}=\mu (X_{t},t)\,\mathrm {d} t+\sigma (X_{t},t)\,\mathrm {d} B_{t}} для {\displaystyle t\in [0,T];}
{\displaystyle X_{t}=Z;}
имеет единственное (в смысле «почти наверное») и {\displaystyle t}-непрерывное решение {\displaystyle (t,\omega )\shortmid \!\to X_{t}(\omega )}, такое что {\displaystyle X} — адаптированный процесс к фильтрации {\displaystyle F_{t}^{Z}}, генерируемое {\displaystyle Z} и {\displaystyle B_{s}}, {\displaystyle s\leq t}, и
{\displaystyle \mathbb {E} \left[\int \limits _{0}^{T}|X_{t}|^{2}\,\mathrm {d} t\right]<+\infty .}

## Применение стохастических уравнений

### Физика
В физике СДУ часто записывают в форме уравнения Ланжевена. Например, систему СДУ первого порядка можно записать в виде:
{\displaystyle {\dot {x}}_{i}={\frac {dx_{i}}{dt}}=f_{i}(\mathbf {x} )+\sum _{m=1}^{n}g_{i}^{m}(\mathbf {x} )\eta _{m}(t),}
где {\displaystyle \mathbf {x} =\{x_{i}|1\leq i\leq k\}} — набор неизвестных, {\displaystyle f_{i}} и {\displaystyle g_{i}} — произвольные функции, а {\displaystyle \eta _{m}} — случайные функции от времени, которые часто называют шумовыми членами. Такая форма записи используется, так как существует стандартная техника преобразования уравнения со старшими производными в систему уравнений первого порядка с помощью введения новых неизвестных. Если {\displaystyle g_{i}} — константы, то говорят, что система подвержена аддитивному шуму. Также рассматривают системы с мультипликативным шумом, когда {\displaystyle g(x)\propto x}. Из этих двух рассмотренных случаев аддитивный шум — проще. Решение системы с аддитивным шумом часто можно найти используя только методы стандартого математического анализа. В частности, можно использовать обычный метод композиции неизвестных функций. Однако, в случае мультипликативного шума уравнение Ланжевена плохо определено в смысле обычного математического анализа и его необходимо интерпретировать в терминах исчисления Ито или исчисления Стратоновича.
В физике основным методом решения СДУ является поиск решения в виде плотности вероятности и преобразование первоначального уравнения в уравнение Фоккера — Планка. Уравнение Фоккера — Планка — дифференциальное уравнение в частных производных без стохастических членов. Оно определяет временную эволюцию плотности вероятности, также как уравнение Шрёдингера определяет зависимость волновой функции системы от времени в квантовой механике или уравнение диффузии задает временную эволюцию химической концентрации. Также решения можно искать численно, например с помощью метода Монте-Карло. Другие техники нахождения решений используют интеграл по путям, эта техника базируется на аналогии между статистической физикой и квантовой механикой (например, уравнение Фоккера-Планка можно преобразовать в уравнение Шрёдингера с помощью некоторого преобразования переменных), или решением обыкновенных дифференциальных уравнений для моментов плотности вероятности.